# لويس أو. باروز
لويس أو. باروز هو سياسي أمريكي، ولد في 7 يونيو 1893 في Newport, Maine ‏ في الولايات المتحدة، وتوفي في 30 يناير 1967 في Pittsfield, Maine ‏ في الولايات المتحدة. نشط حزبياً في الحزب الجمهوري. وقد انتخب حاكم مين ‏ (6 يناير 1937 – 1941).